# 尹嘉銓
尹嘉铨（1711年—1781年？），字亨山，號古稀老人，室名貽教堂，直隶（今河北省）博野县人。
尹會一之子。举人出身，自舉人授刑部主事，刑部員外郎，刑部江西司郎中，山東濟東泰武道，甘肅西寧道，山西按察使，山東按察使，山東布政使，乾隆36年任甘肅布政使護理陝甘總督，乾隆39年到乾隆43年任大理寺卿。
乾隆四十五年（1780年），休致。
乾隆四十六年（1781年），乾隆帝西巡五台山，驻跸保定。尹嘉诠著书为父请谥号，乾隆帝不同意。后尹嘉诠又上书希望其父可以入文庙，乾隆帝大怒稱：“竟大肆狂吠，不可恕矣！”下令大学士英廉查抄其家產，发现了130多处悖逆文字。擬判凌迟，改判絞刑。又销毁尹嘉铨著述编纂书籍79种。著有《名臣言行錄》等，此事具載《東華錄》及《高宗純皇帝聖訓》，清史稿亦載。
另有说法表明，乾隆帝在尹嘉铨临刑前赏赐了断头饭，发觉他吃饭时泰然自若，不忍杀之，遂下令赦免，此異聞出自李岳瑞《春冰室野乘》，而參纂清史稿的李岳瑞，並未採信此說法
。